# Giuseppe Antonio Paganelli
Giuseppe Antonio Paganelli (* 6. März 1710 in Padua; † vor 1764, vermutlich in Madrid) war Sänger und Komponist italienischer Herkunft, der in verschiedenen europäischen Städten wirkte. Er war ein musikalischer Vertreter des Spätbarock, der die Mittel des galanten Stils verwendete.

## Leben
Paganelli entstammte einer wohlhabenden Familie und erhielt eine breite allgemeine Bildung. Möglicherweise war Giuseppe Tartini einer seiner musikalischen Lehrer.
Ab 1731/32 tritt er mit der Accademia dei dilettanti als Komponist eines Oratoriums und von Kantaten an die Öffentlichkeit seiner Heimatstadt. Für die Oper in Venedig schuf er 1732/33 La caduta di Leone und Tigrane. Ab 1733 wirkte er als Clavecinist einer Operntruppe unter Antonio Maria Peruzzi in Augsburg. 1736 ist sein Aufenthalt in Rheinsberg nachgewiesen. 1737–38 wurde er zum „Kammermusikmeister“ der Markgräfin Wilhelmine von Bayreuth berufen, wo seine Frau Johanna als Sängerin wirkte. In den Bayreuther Hofkalendern ist er als Cammermeister tituliert, bei der Taufe eines Sohnes in Erlangen steht im Kirchenbuch Cammermusikmeister.
Für die Zeit danach fehlen direkte Zeugnisse. Paganelli unterhielt Beziehungen zu verschiedenen deutschen Höfen ohne eine feste Anstellung, insbesondere in Braunschweig (1737–39), Gotha, Durlach und München (1747). Es erschienen aber auch in Venedig (1742/43) und Florenz (1746) Opern von ihm.
Ab 1756 führte er auf Notendrucken den Titel „Direktor der Kammermusik des Königs von Spanien“, das heißt, er lebte vermutlich in Madrid. Aus dem Pariser Druck seiner 30 Duos „dernier œuvre“, erschienen 1764 bei Leloup, lässt sich schließen, dass er zu diesem Zeitpunkt verstorben war.

## Werke
Paganelli kommt her von der Tradition der italienischen Opera seria. In Deutschland verbindet er italienische, französische und deutsche Stilelemente und schreibt im galanten Stil. Seine Klavierwerke wurden von Liebhabern bis Anfang des 19. Jahrhunderts gespielt.

### Vokalmusik
- Apoteosi di Alcide, Kantate (1731/32, Padua, nicht erhalten)
- Il figliul prodigo, Oratorium (1731/32, Padua, nicht erhalten)
- Narciso al fonte, Kantate (1731/32, Padua)
- Sechs Horazoden für Sopran (Quinti Horatii Flacci odae sex selectae fidibus vocalique musicae... restitutae), um 1745
- Premier recueil d’ariettes italiennes et françoises avec simfonie, um 1745
- Arien (diverse Handschriften)

### Bühnenwerke
Die Opern sind nur dem Namen nach bekannt.
- La caduta di Leone, imperator d’Oriente (Herbst 1732, Venedig)
- Ginestra e Lichetto (Karneval 1733, Venedig)
- Tigrane (Karneval 1733, Venedig)
- La pastorella regnante (Frühjahr 1735, Prag)
- Arrenione (1736, Braunschweig)
- Artaserse (1737, Braunschweig)
- L’asilo d’Amore (1737, Braunschweig)
- Tirsi (1737, Wolfenbüttel)
- Tirsi (1737, Erlangen)
- Dido (1738, Erlangen)
- Farnace (1738, Braunschweig)
- Barsina (Herbst 1742, Venedig)
- Engelberta (Karneval 1743, Venedig)
- La forza del sangue (Karneval 1743, Venedig)
- Rosmira (1746, Florenz)

### Instrumentalmusik
- 24 Sonaten für 2 Violinen/Flöten & B. c. (1740–42)
- 6 Sonaten für 2 Violinen/Flöten & B. c. (um 1745)
- 30 Duos für 2 Violinen/Flöten (1742–64)
- Triosonaten für Flöte, Violine & B. c.
- Sechs Sonaten für Flöte & B. c. (um 1750)
- 30 Ariae pro organo et cembalo (1756)
- 3 Sonaten für Cembalo (1757–62)
- Amusement for the fair sex, or six sonatines, for the harpsichord (um 1760)
- Concerto für Sopranchalumeau & Streicher, B-Dur, überschrieben mit „Concerto p. il Clareto“
- Sinfonia F-Dur – Weihnachtssinfonie für Streichorchester